# Filippus Neri
Filippus Neri(us), eigenlijk: Filippo Romolo Neri (Florence, 21 juli 1515 - Rome, 26 mei 1595) was een katholiek priester die meewerkte aan de Contrareformatie. Men noemde hem de apostel van Rome. Hij is de stichter van de orde der oratorianen.

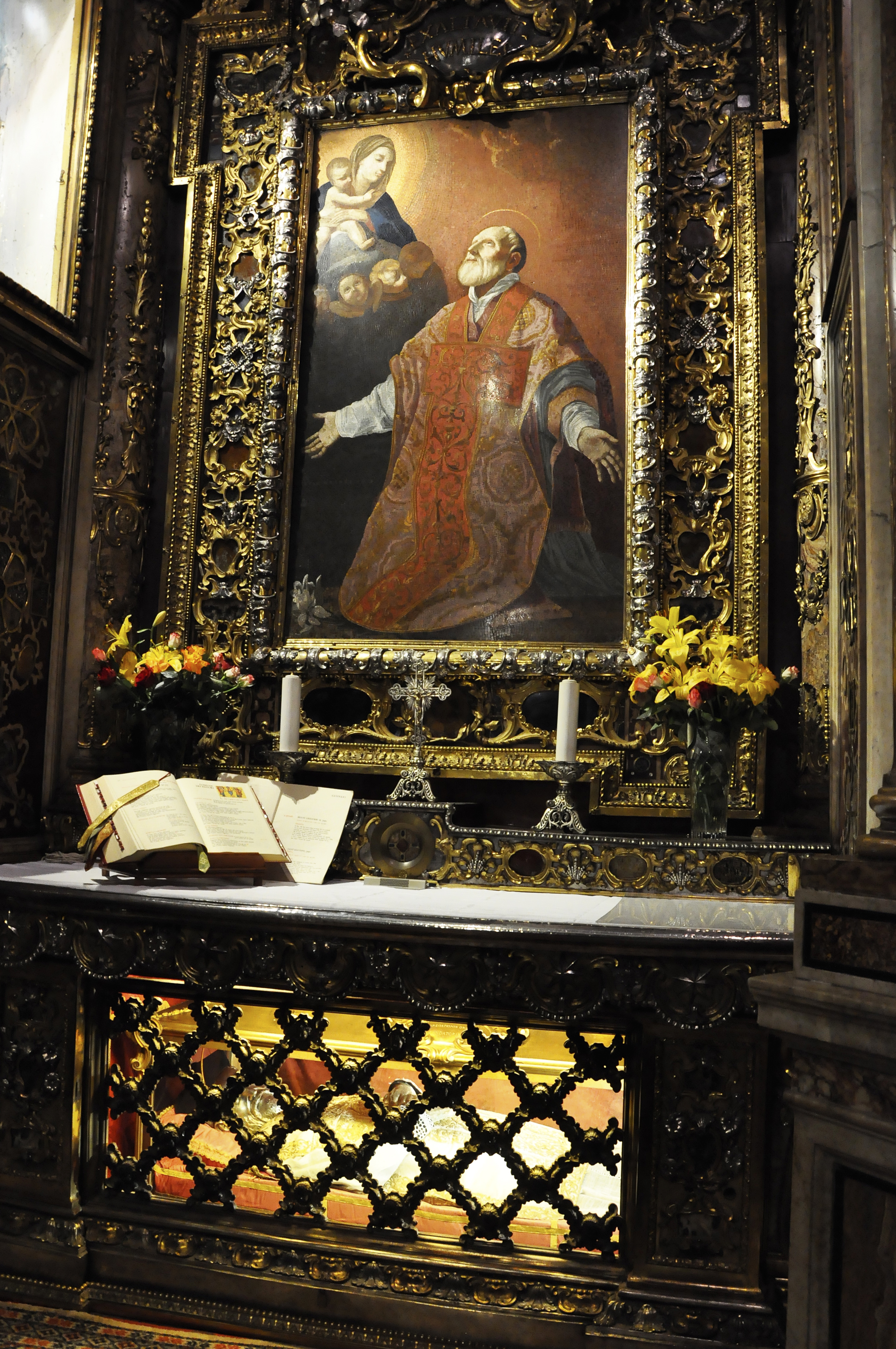
Het graf van Filippus Neri in de Chiesa Nuova

Neri werd opgeleid door de dominicanen van het Florentijnse San Marcoklooster. Hij zou in de zaak van zijn oom Romolo in San Germano komen als koopman, maar verliet deze plaats om naar Rome te gaan. In Rome meldde hij zich na een tijd als kluizenaar geleefd te hebben bij de Augustijnen. Hij hield zich vooral op bij de armen en zieken, en bezocht regelmatig de catacomben. In 1551 werd hij tot priester gewijd en sloot zich aan bij de broederschap San Girolamo della Carità. Neri nam veel mensen de biecht af. Hij organiseerde 's avonds met deze broederschap bijeenkomsten van gebed, zang en gesprekken; qua vorm waren het vespers met aansluitende ontmoeting. Al in 1567 sloot de latere kardinaal Caesar Baronius zich bij hem aan. In 1564 nam Neri de zielzorg over in de nieuwe parochie San Giovanni dei Fiorentini.
In 1575 gaf de paus de broederschap de status van een congregatie waarin zowel religieuzen als leken werden opgenomen. In 1577 werd de herbouwde Santa Maria in Vallicella aan hen toegewezen. De kerk heette al spoedig Chiesa Nuova. De vieringen vonden voortaan plaats in het oratorio, een kapel van de Chiesa Nuova. Deze vorm van religieus samenzijn en vieren ligt aan de basis van het oratorium als muzikaal genre. Pas in 1584 ging Neri tegen zijn zin zelf ook bij de Chiesa Nuova wonen. Spoedig volgde soortgelijke stichtingen elders in Italië. Zij waren geheel autonoom in de keuze van hun statuten en verdere reglementen. Neri weigerde zich te gedragen als een generaal-overste die uniformiteit oplegt.
Over Filippus Neri's onconventionele optreden doen veel verhalen de ronde. Hij was een vrolijk, sportief en vooral praktisch man. Neri verstond de kunst om met iedereen goed om te gaan. Hij was met veel mensen bevriend, onder wie voormannen van de Contrareformatie als Ignatius van Loyola, Carolus Borromeus, Franciscus van Sales en Felix van Cantalice.
Vrij spoedig na zijn dood in 1595 volgden de zaligverklaring (1600) en de heiligverklaring door paus Gregorius XV in 1622. Hij ligt begraven in een kapel van de Chiesa Nuova. De kerkelijke feestdag van Filippus Neri is 26 mei.